# 피부경화증
피부경화증(皮膚硬化症, 영어: scleroderma)은 피부, 혈관, 근육, 기관에 변화를 미칠 수 있는 자가면역질환을 두루 일컫는 말이다. 이 질병은 피부에 국소적으로 나타나거나 피부 외에 기타 장기에도 영향을 미칠 수 있다. 증상으로는 피부의 굳어짐, 빳빳함, 피곤함, 손가락과 발가락에 혈류 공급이 잘 안 되어 온도가 차가워지는 현상을 포함한다. CREST 증후군이라는 이름의 일종의 질병은 석회 침착(Calcium deposits), 레이노 현상(Raynaud's syndrome), 식도 운동 이상(Esophageal problems), 수지경화증(Sclerodactyly), 모세관 확장증(Telangiectasia)의 증상을 일으킨다.
병인은 알려져 있지 않다. 위험 요인으로는 가족력, 특정한 유전적 요인, 이산화 규소의 노출을 포함한다. 기반이 되는 매커니즘에는 결합 조직의 이상 성장을 수반하며, 신체의 면역계에서 건강 조직을 공격하는 결과가 발생하는 것으로 간주된다. 진단은 환자의 증상을 통해 이루어지는 것이 보통이며 피부 조직검사나 혈액 검사의 도움을 받기도 한다.
치유 방법은 없지만, 치료를 통해 증상을 개선할 수 있다. 사용되는 약물로는 코르티코스테로이드, 메토트렉세이트, 비스테로이드 항염증제(NSAIDs)가 포함된다. 결과는 질병의 정도에 따라 달라진다. 국소 질병 환자는 일반적으로 정상적인 평균 수명을 지닌다. 전신 질병 환자들은 예상 수명이 발병 후 약 11년이다. 사망은 허파, 위장, 심장 합병증으로 인해 일어나곤 한다.
한 해에 약 100,000명 중 3명이 전신 질환으로 발전한다. 질병은 대개 중년 때 시작한다. 남성보다 여성이 영향을 더 자주 받는다. 피부경화증에 대한 기술은 1842년에 이루어졌다. 피부경화증의 영어 낱말 scleroderma는 그리스어 낱말에서 비롯된 것으로, "딱딱함"을 뜻하는 "sklerosis", "피부"를 뜻하는 "derma"로 이루어진 것이다.

## 병인
피부경화증은 유전적 요인과 환경적 요인에 의해 발병할 수 있다. HLA(사람 백혈구 항원) 유전자 돌연변이는 (전체가 아닌) 일부 경우의 발병에 중요한 역할을 하는 것으로 보이며 이산화 규소, 방향족 및 염소화 용액, 케톤, 트리클로로에틸렌, 용접 화염, 백유(화이트 스피릿) 노출은 적은 수의 환자에 대해 질병에 기여하는 것으로 보인다.

## 치료
피부경화증에 특별한 치유 방법은 없지만, 증상을 완화시키는 일을 수행할 수 있다.
- 레이노 현상의 경우 칼슘 통로 차단제, 알파 차단제, 세로토닌 수용체 길항제, 앤지오텐신 II 수용체 억제제, 스타틴, 국소 질산염, 일로프로스트와 같은 혈관 확장 신경제가 사용된다.
- 신장의 경우 ACE 억제제와 안지오텐신 II 수용체 차단제가 사용된다.

## 임신
임신 중의 피부경화증은 복잡한 상황이다. 산모와 태아 모두에게 위험을 증가시킨다. 피부경화증은 전반적으로 임신 중에 태아의 몸무게를 감소시키는 것과 관련된다. 피부경화증은 치료 시에 시클로포스파미드(cyclophosphamide), 메토트렉세이트(methotrexate), 미코페놀레이트(mycophenolate)와 같은 테라토겐(기형 발생 물질)이 포함되기도 하므로 임신 중에 이러한 약물을 조심스럽게 회피하는 것이 권고된다. 이 경우 질병 통제를 위해 하이드록시클로로퀸(hydroxychloroquine)과 적은 양의 코르티코스테로이드를 사용할 수 있다.

## 같이 보기
- 엘러스-단로스 증후군